# Bebop Sam Thomas
„Bebop“ Sam Thomas (eigentlich Samuel Thomas, * um 1927 in Chicago (Illinois); † 3. September 1988 ebenda) war ein US-amerikanischer Jazzgitarrist, der in der Musikszene von Chicago aktiv war.

## Leben und Wirken
Sam Thomas besuchte die DuSable und die Walter H. Dyett High School in Chicago; seine Musikerkarriere begann er Mitte der 1950er Jahre im Umfeld von Sun Ra; zu hören u. a. auf Great Balls of Fire (Album Sound Sun Pleasure!!) und mit dessen Band The Cosmic Rays (auf Spaceship Lullaby, 1954–60, Atavistic). In den folgenden Jahren wirkte er bei Aufnahmen von John Klemmer (Involvement, 1967); außerdem spielte er mit Jack McDuff und Gene Ammons, dem er seine Komposition Will ’n the Jug widmete.
Mit der Band Spaceship Love, deren Co-Leader er in den 1970er Jahren war, trat er 1979 auf dem Chicago Jazz Festival auf. Mit der Band nahm Sam Thomas 1983 unter eigenem Namen das Album Out at Last auf, das 1987 auf dem Label Tee-Ni-Chee erschien und bei dem er mit Warren Dennis (Piano), Daniel Carthane bzw. Kenneth Clark (Tenorsaxophon), Harrison Bankhead bzw. Scott Black (Bass), Joe Jenkins (Drums) und Maja Rios (Gesang, Texte) spielte. Thomas, der sein Leben in der South Side Chicagos verbrachte, kehrte in späteren Jahren in seinen Geburtsort Evanston zurück, wo er 1988 im St. Francis Hospital starb.